# 엘지로 (파주시)
엘지로(LG-ro)는 경기도 파주시 월롱면 월롱교차로에서 파주시 탄현면 낙하나들목를 잇는 도로이다.

## 주요경유지
경기도
- 파주시 (월롱면 - 탄현면)

## 노선
| 이름           | 접속 노선                    | 소재지 | 소재지 | 비고 |
| -------------- | ---------------------------- | ------ | ------ | ---- |
| 월롱 교차로    | 국도 제1호선 (통일로) 도감로 | 파주시 | 월롱면 |      |
| 덕은 교차로    | 지방도 제360호선 (금월로)    | 파주시 | 월롱면 |      |
| 덕은5리사거리  | 휴암로                       | 파주시 | 월롱면 |      |
| LCD서문 교차로 | 서영로                       | 파주시 | 월롱면 |      |
| 비석사거리     | 지방도 제363호선 (월롱산로)  | 파주시 | 탄현면 |      |
| 금승사거리     | 지방도 제359호선 (방촌로)    | 파주시 | 탄현면 |      |
| 무명교         |                              | 파주시 | 탄현면 |      |
| 낙하나들목     | 국도 제77호선 (자유로)       | 파주시 | 탄현면 |      |